# Enhanced VOB
확장 VOB(영어: Enhanced VOB) 또는 EVO는 HD DVD를 위한 컨테이너 포맷이다. 디지털 영상, 디지털 오디오, 자막, DVD 매뉴 컨텐츠 등을 담을 수 있다. EVO는 H.264 MPEG-4 AVC, VC-1, H.262/MPEG-2 파트 2로 인코딩된 영상을 담을 수 있으며, AC-3, E-AC-3, 돌비, 트루HD, DTS, PCM, MPEG-2 파트 3로 인코딩된 오디오를 담을 수 있다.